# Польская Балтийская филармония имени Фредерика Шопена
По́льская Балти́йская филармо́ния и́мени Фредери́ка Шопе́на (пол. Polska Filharmonia Bałtycka im. Fryderyka Chopina w Gdańsku) — концертный зал, расположенный в Гданьске (Польша) на острове Оловянка (пол. Ołowianka).
Здание, в котором находится Балтийская филармония, было построено в 1897-1898 гг. как электростанция. Фасад здания был выполнен в неоготическом стиле. Электростанция функционировала до 1996 года, после чего здание было перестроено под нужды филармонии. Первый концерт на новом месте состоялся в 2002 году, а спустя ещё четыре года, в 2006 году, реконструкция была полностью закончена.
После реконструкции в здании филармонии четыре концертных зала: Большой концертный зал на 1100 мест, камерный зал на 180 мест, джазовый зал на 200 мест и так называемый «Дубовый зал» на 100 мест. Кроме того, для культурных мероприятий используется фойе площадью 1700 м². В помещении филармонии действуют также студия звукозаписи и картинная галерея.
Генеральным директором Балтийской филармонии с 1992 года является известный органист Роман Перуцкий.
В составе филармонии действуют существующий с 1945 года Балтийский филармонический оркестр и ряд камерных коллективов: Балтийский квартет, струнный квартет «Четыре цвета» (пол. Cztery Kolory), Балтийский духовой квинтет (пол. Bałtycki Kwintet Dęty), квинтет медных духовых инструментов Hevelius Brass и др.
В июле 2010 года в здании Польской Балтийской филармонии прошла ежегодная международная конференция «Фонда Викимедиа» — Викимания-2010.

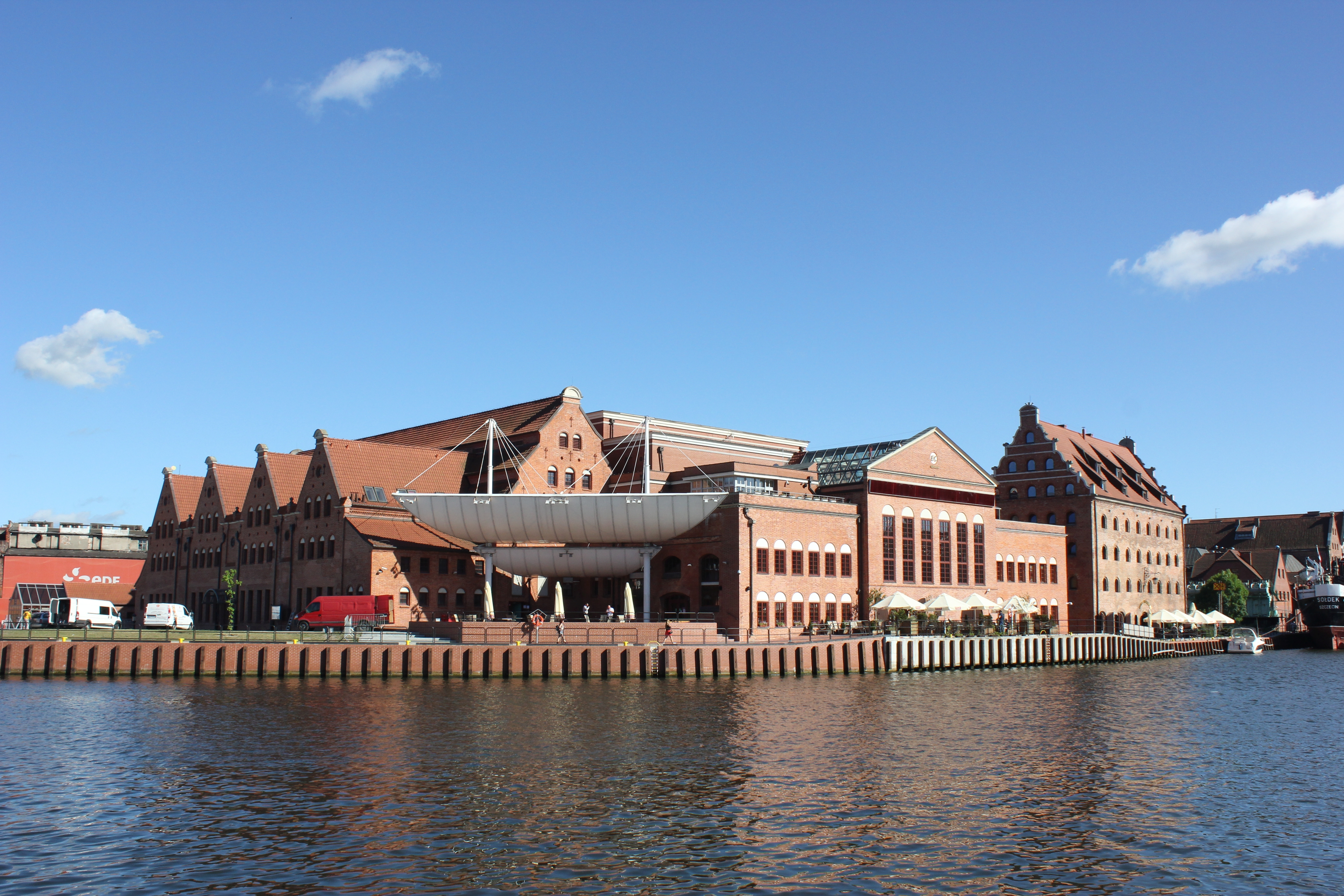
Вид на здание Балтийской филармонии с Мотлавы
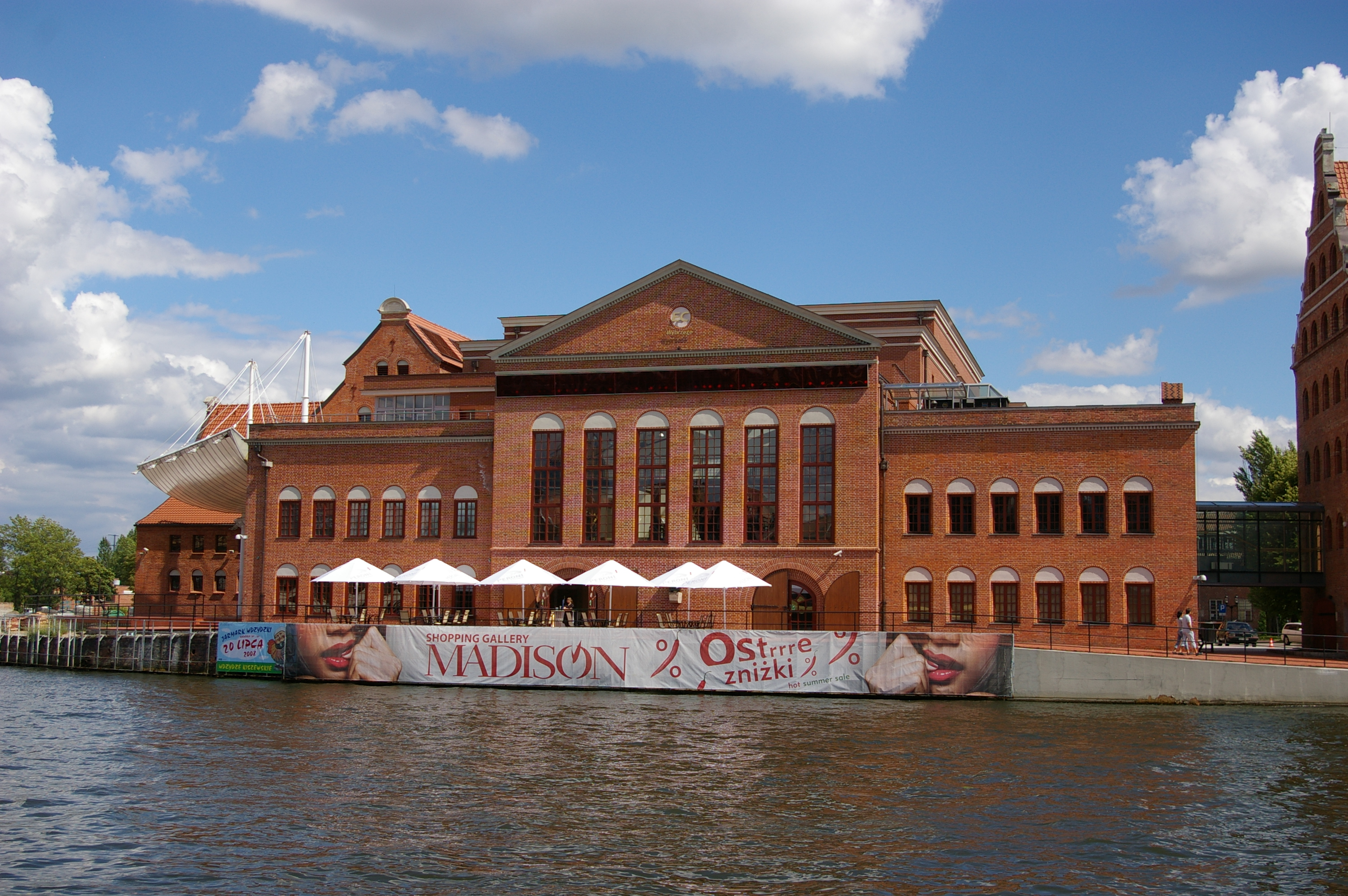
Вид на здание Балтийской филармонии с Мотлавы
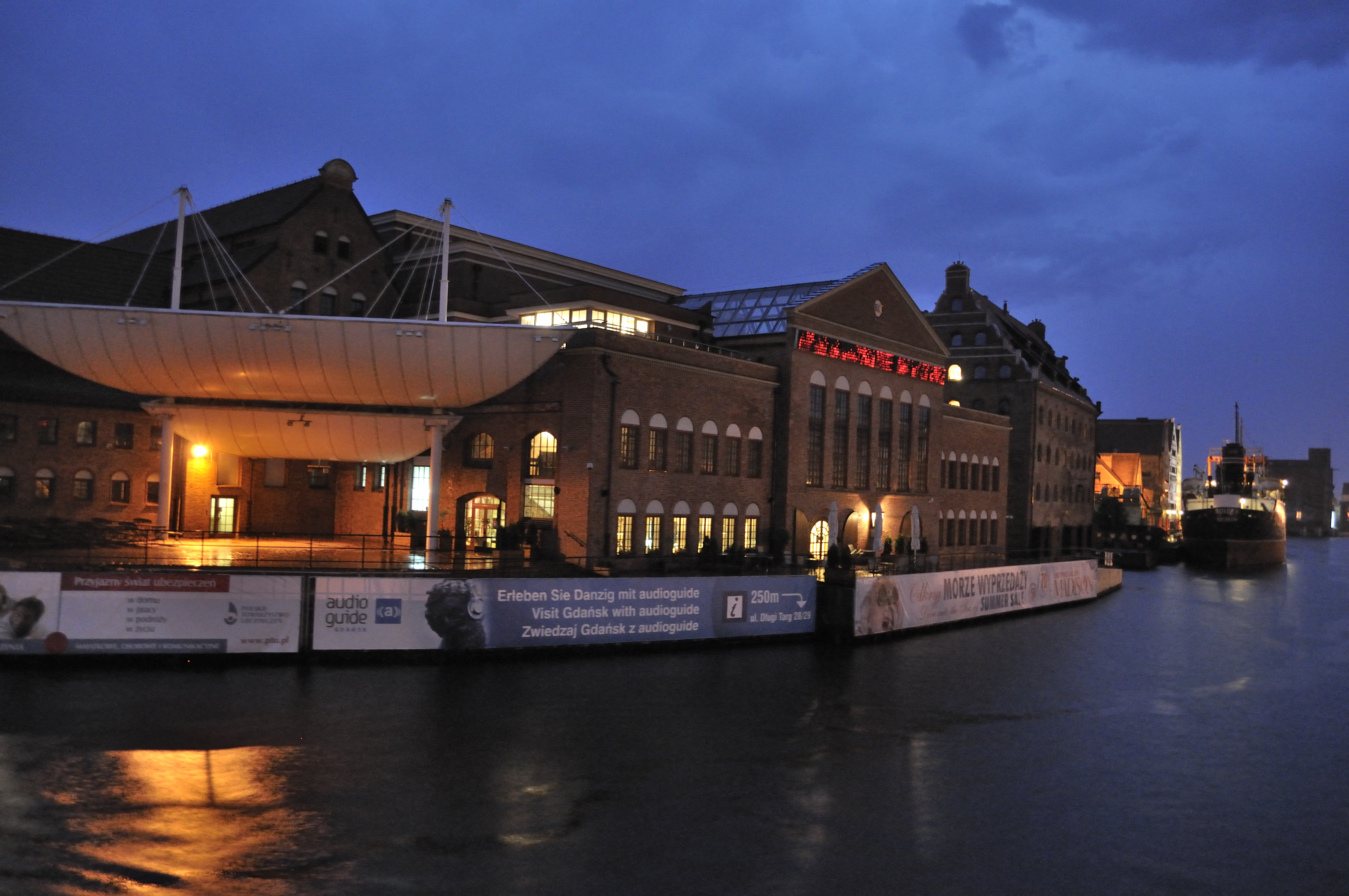
Балтийская филармония ночью
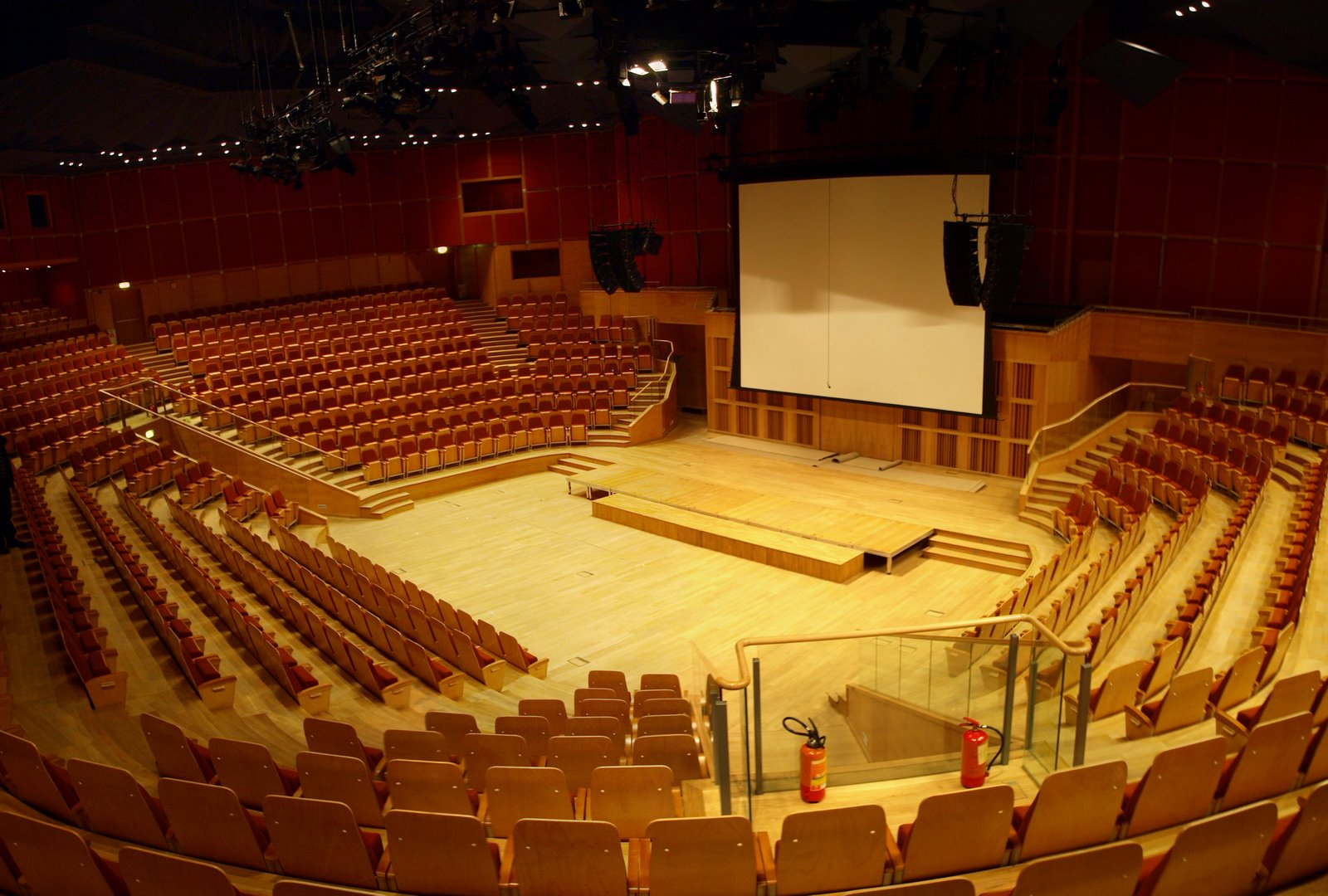
Большой концертный зал